# Karol Miloslav Lehotský
Karol Miloslav Lehotský (srbsky Карол Милослав Лехотски; 16. listopadu 1879 Lalić – 4. března 1929 Brno-Královo Pole) byl slovenský malíř.

## Život
Karl Miloslav Lehotský pocházel z rozvětvené vojvodské šlechtické rodiny Lehotských. Narodil se Lalići v mnohočetné rodině spisovatele, učitele a národovce Karola Lehotského, jako sedmé z devíti dětí. Lidovou školu absolvoval v rodném Lalići a následně v letech 1892-1894 studoval na gymnáziu v Sarvaši, kde se mu příliš nedařilo a tak zanechal gymnaziální studia a odešel do Somboru. Zde studoval 2 a půl roku na průmyslové škole pro učně a vyučil se malbě uměleckých štítů s výtečným výsledkem. V Somboru vznikly také jeho první malby a touha po malířském vzdělání jej zavedla do Prahy. Na tamější malířské akademii jeho malířské nadání posuzoval prof. Václav Brožík a výsledkem bylo jeho přijetí k řádnému studiu.

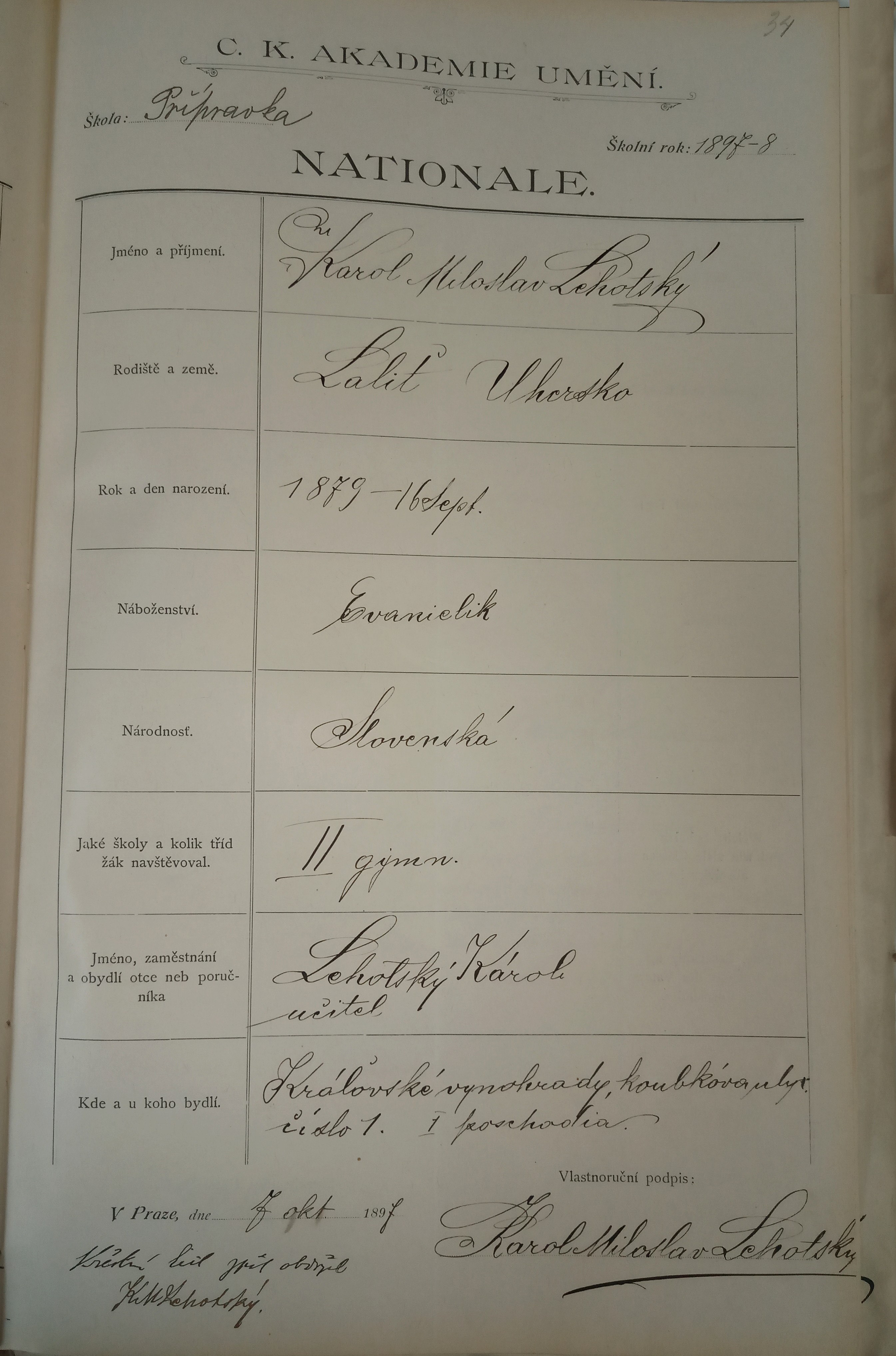
Zápis ke studiu na pražské Malířské akademii 1897

Na pražské malířské akademii studoval v letech 1897-1998 v tzv. přípravce a v letech 1898-1899 ve speciální škole prof. M.Pirnera. K. M. Lehotský byl velmi pilným studentem, usilovně kreslil perem i tužkou. Měl ovšem i složitou povahu a údajně těžko snášel Pirnerovy připomínky k jeho novým obrazům a tak se v něm zrodila idea pokračovat ve studiu ve Vídni. V letech 1899-1900 studoval na vídeňské Akademii výtvarných umění u prof. Delunga. Dlouho se tam však nezdržel, hlavně z nedostatku finančních prostředků.
Z Vídně se vrátil domů do Laliće, ale dlouho zde nevydržel. Koncem roku 1900 pobýval v Novém Sadu a v létě roku následujícího v Ružomberku. Tak začal umělcův toulavý život. Na podzim roku 1901 opět pobýval znovu v Lalići a v následujícím roce se přestěhoval do nedalekého městečka Odžaci, kde začal malovat portréty. Jeho pobyt opět neměl dlouhého trvání a v dubnu roku 1902 se vrátil do Laliće. Na jaře roku 1903 byl Lehotský údajně v Martině a namaloval zde portréty S. Hurbana a J. Mudroňa pro místní muzeum a následně uspořádal samostatnou výstavu v Měšťanské Besedě v Uherském Hradišti, kde vystavil kolem 50 svých prací. V roce 1912 dokončil Lehotský v Martině velký portrét V. Paulinyho Tótha.
Po skončení světové války odešel do Hložian, kde se začal i společensky angažovat a uskutečňovat své mystické vize. V roce 1928 se malíř naposledy ve svém životě veřejně představil na výstavě portrétů slovenských spisovatelů, která se konala během Národních slavností v Martině. Lehotský na čas zakotvil v Bratislavě, kde získal ateliér a začátkem roku 1929 se přestěhoval do Brna. Zpočátku zde byl spokojen s podmínkami pro práci, náhle však onemocněl zápalem plic a 4. března 1929 v sanatoriu MUDr. Navrátila zemřel. Pohřeb se konal na Ústředním hřbitově v Brně.
Karol Miloslav Lehotský maloval portréty, krajiny, figurální kompozice a díla s nábožensko-mystickými tématy. Během svého života tvořil na Slovensku, Moravě, Rakousku, v rodném Lalići a mnoha dalších místech. Byl rovněž členem Grupy uhorsko-slovenských maliarov.
Při příležitosti 130. výročí narození Karola Miloslava Lehotského byla odhalena pamětní deska na jeho rodném domě v Ulici Maršala Tita 13 v Lalići.

## Výstavy

### Kolektivní (výběr)
- 1910 Slovenští malíři a lidový průmysl, Topičův salon, Praha
- 1927 Wystawa sztuki Czeskosłowackiej, Krakov
- 1954 Výstava současného československého umění, Akademie umění SSSR, Moskva
  - Czechosłowacka sztuka plastyczna XIX i XX wieku, Zachęta - Narodowa Galeria Sztuki (The Zachęta Gallery of Contemporary Art), Varšava
- 1955 Slovenské umenie 19. a 20. storočia - Desať rokov výtvarnej práce v osvobozenej vlasti, Slovenská národná galéria, Bratislava
- 1959/60 Umenie XIX. storočia na Slovensku. Realistický odkaz našej výtvarnej minulosti, Krajská galéria, Košice
- 1963 Cseh-szlovák művészet XIX - XX század, Műcsarnok (Kunsthalle Budapest), Budapešť
- 1978 Storočie zápasov, Oblastná galéria, Banská Bystrica

## Galerie

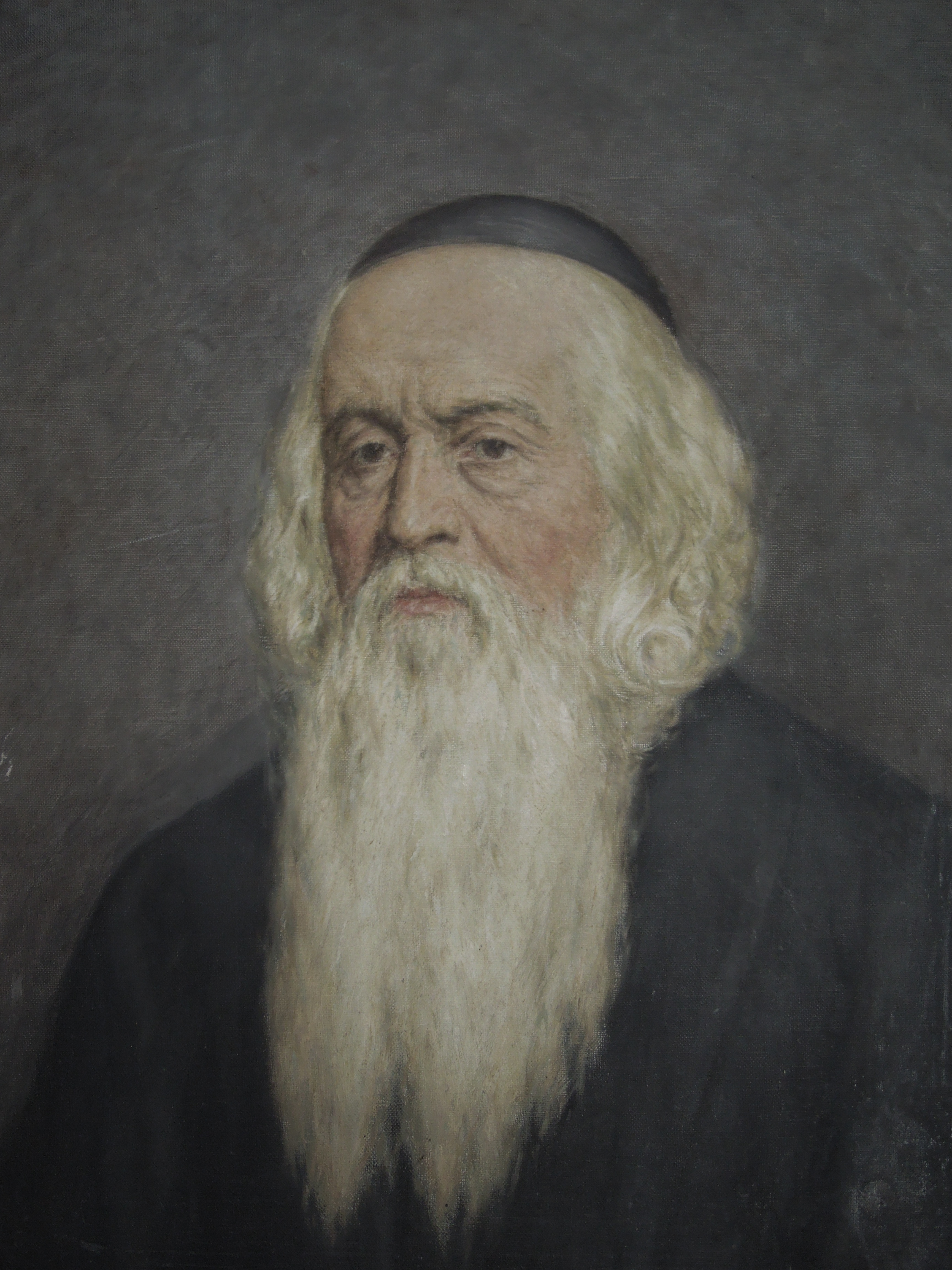
Portrét Jana Amose Komenského
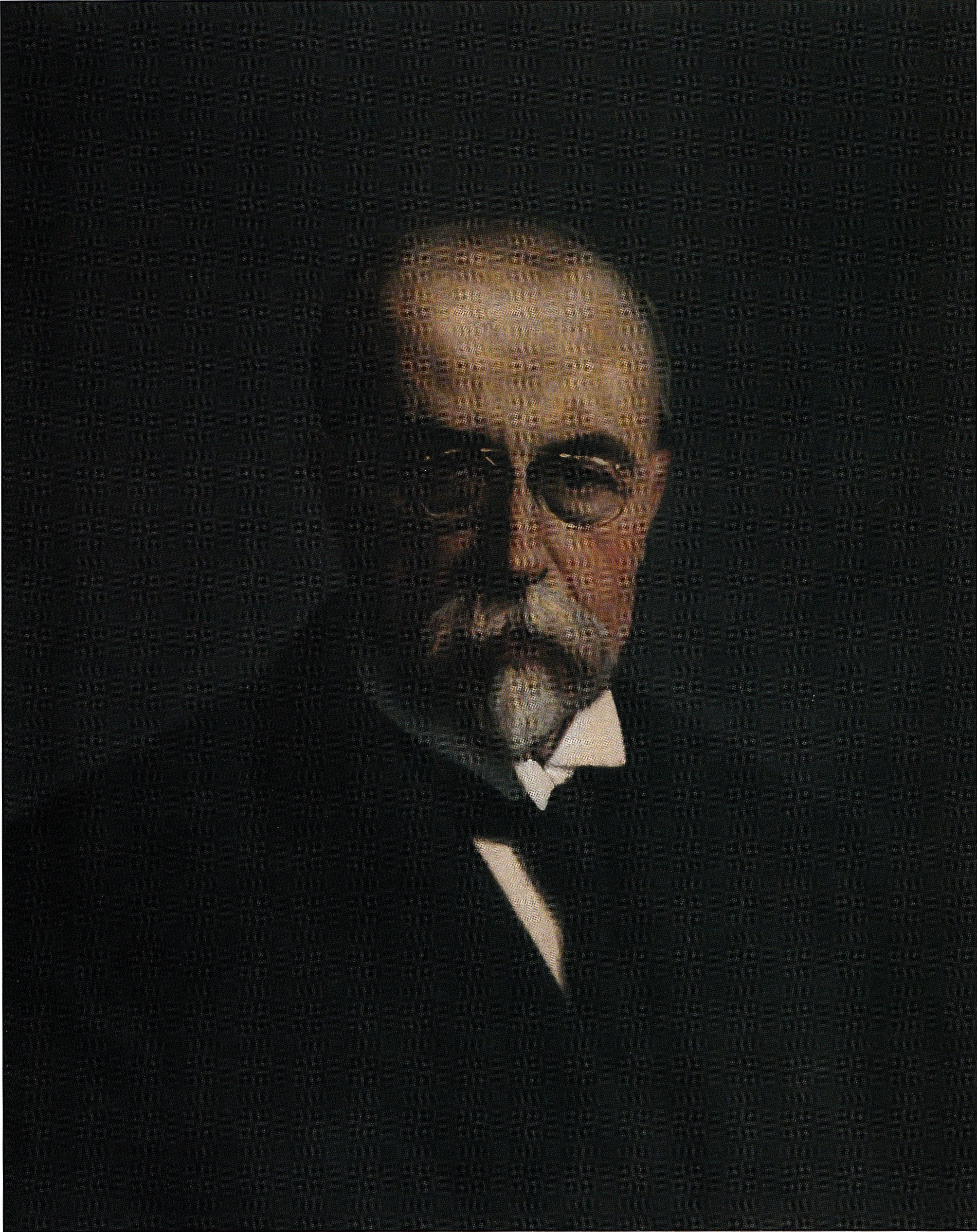
Portrét Tomaše Garrigue Masaryka, Museum of Vojvodinian Slovaks
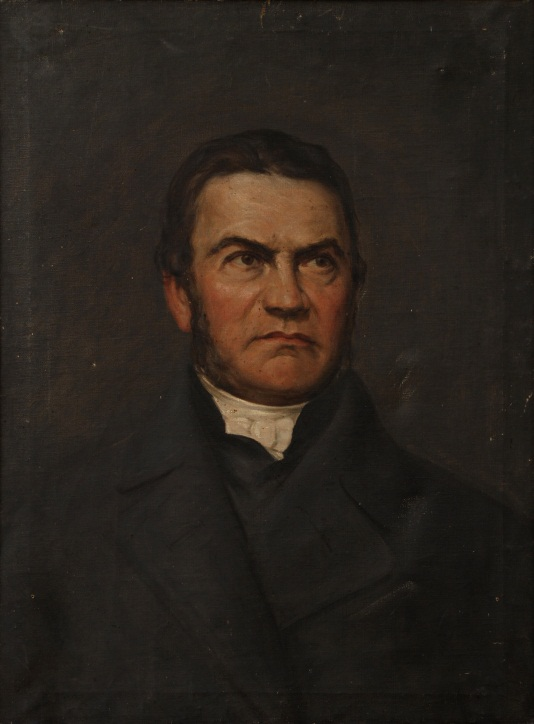
Portrét Pavla Josefa Šafařika, Museum of Vojvodinian Slovaks
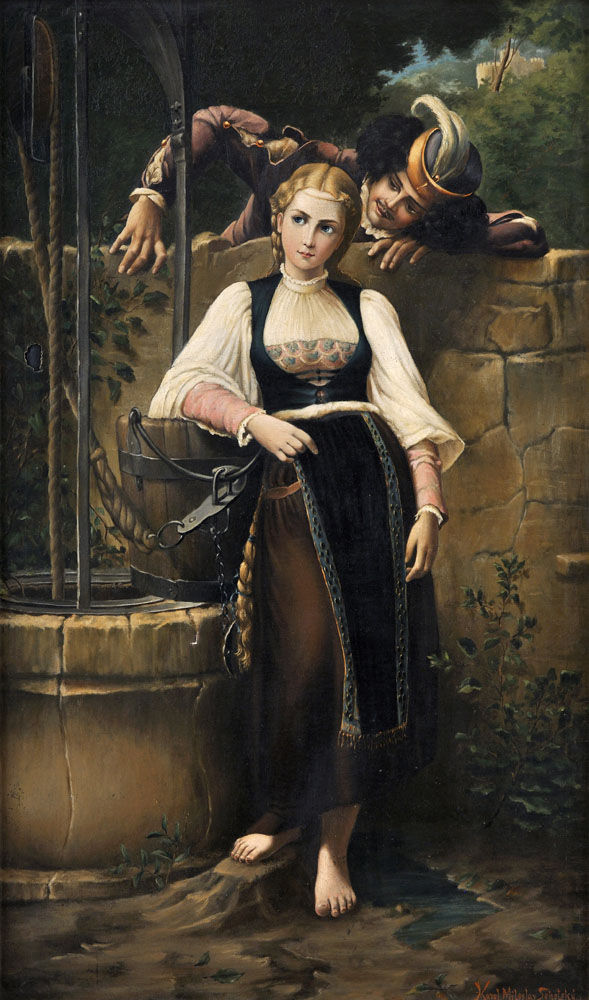
Faust a Margaréta olej na plátně (1903)
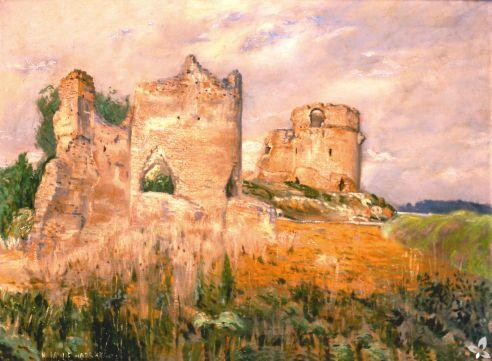
Zrúcaniny hradu Báč olejomalba (1902)
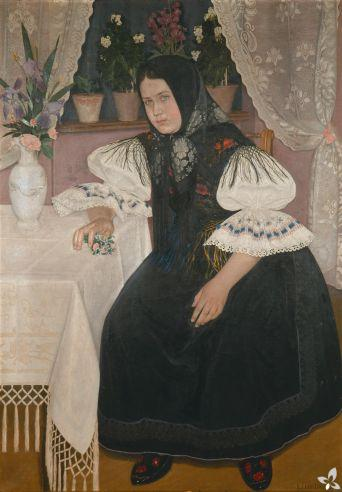
Hložančanka olejomalba (1908)
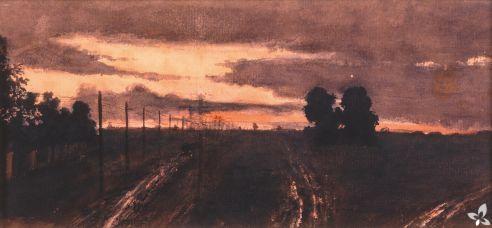
Večerný motív z Báčky olejomalba (1898)
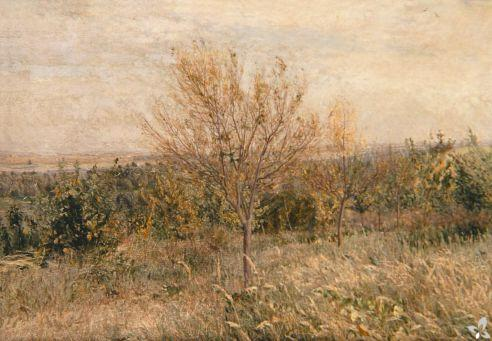
Jesenná krajina olejomalba (1912)
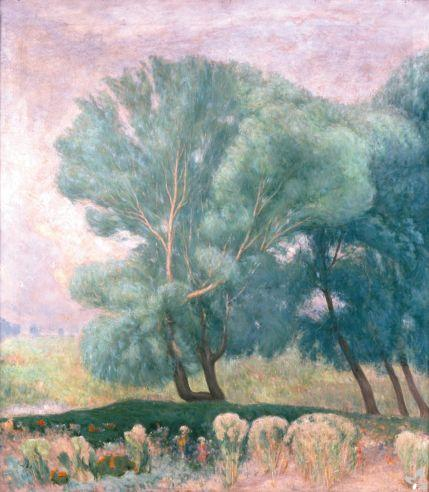
Krajina so stromami olejomalba (okolo 1920-28)
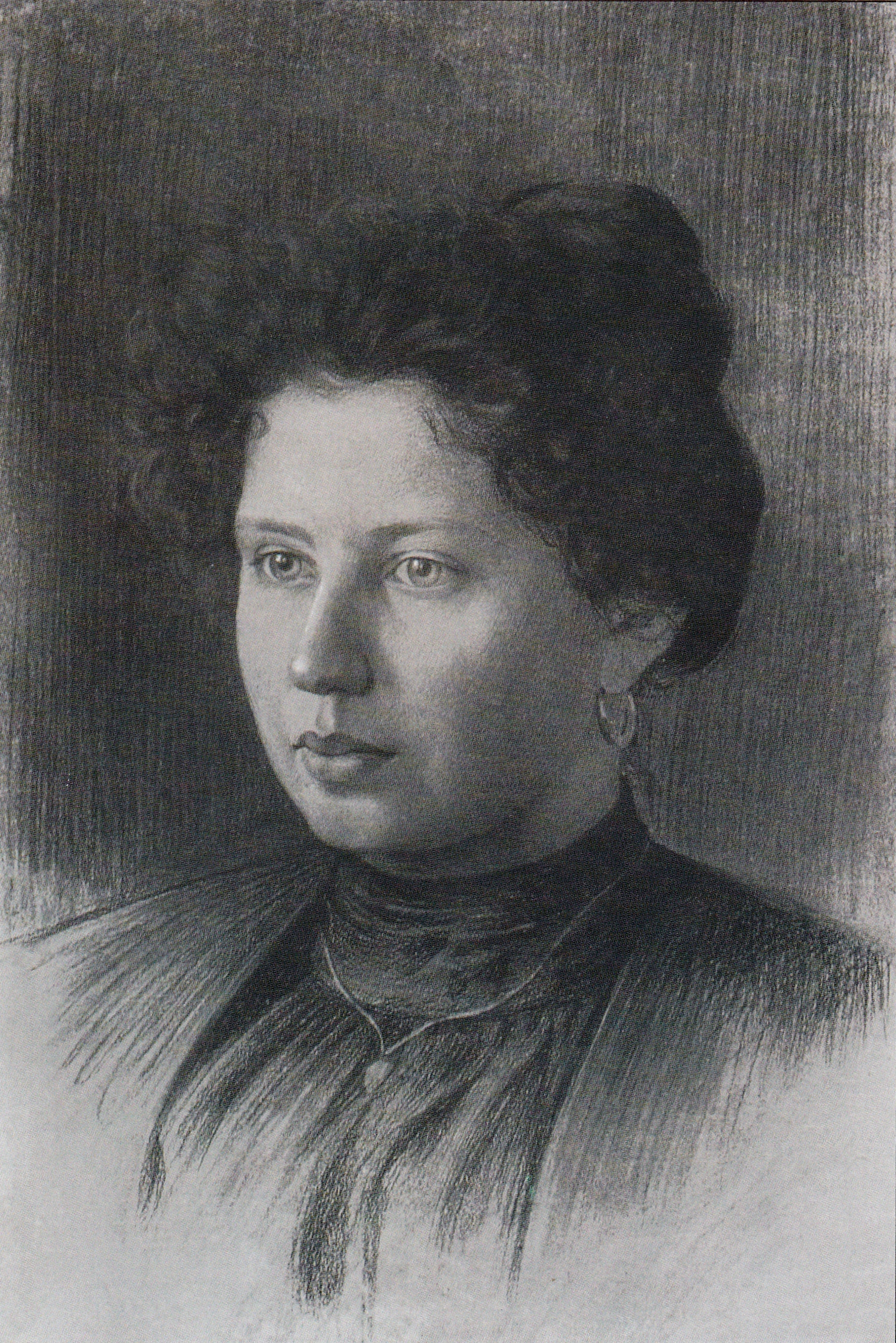
Portrét neznámé ženy, kresba
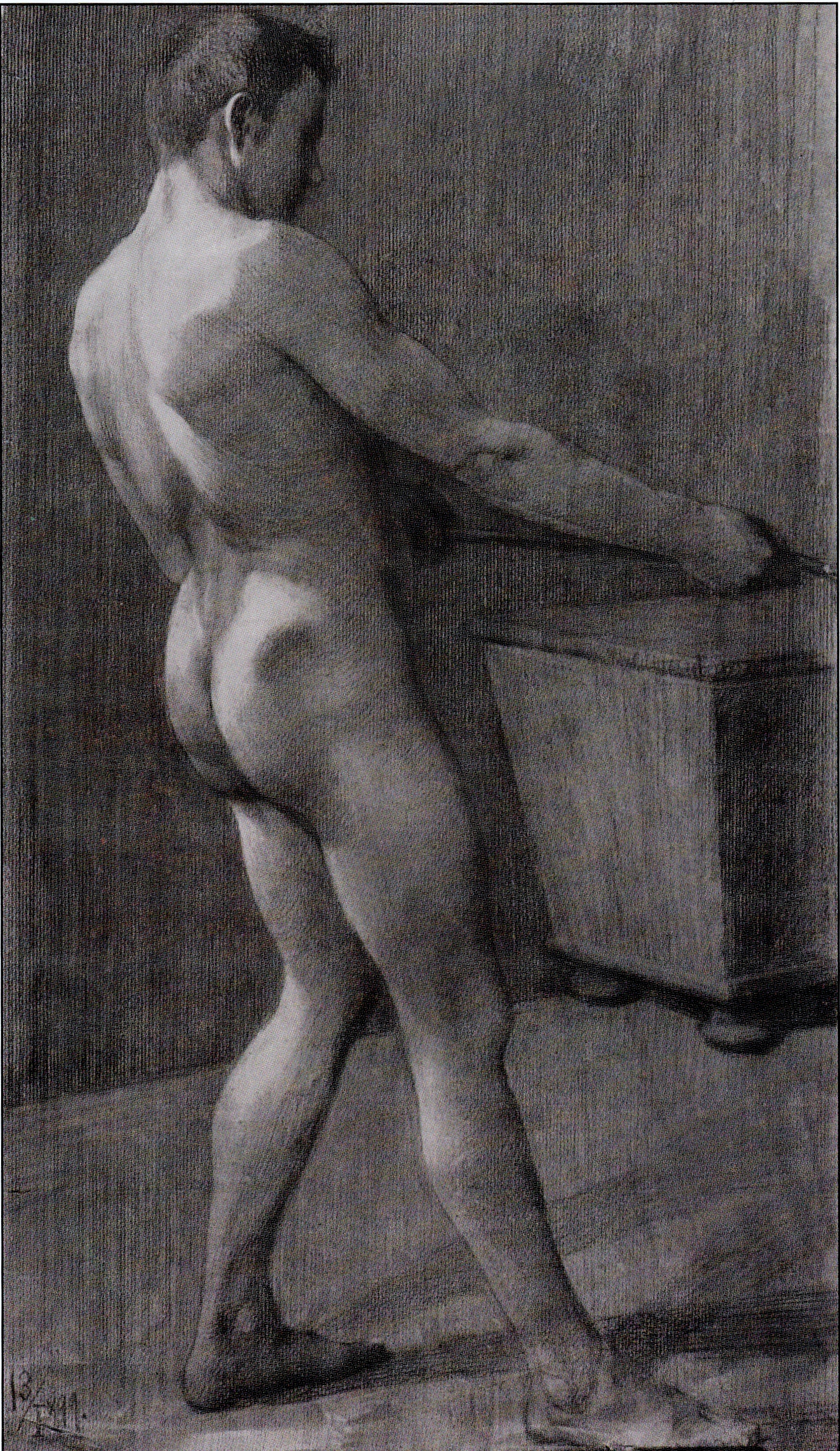
Mužský akt II. kresba (1899)